# シャルキュトリー

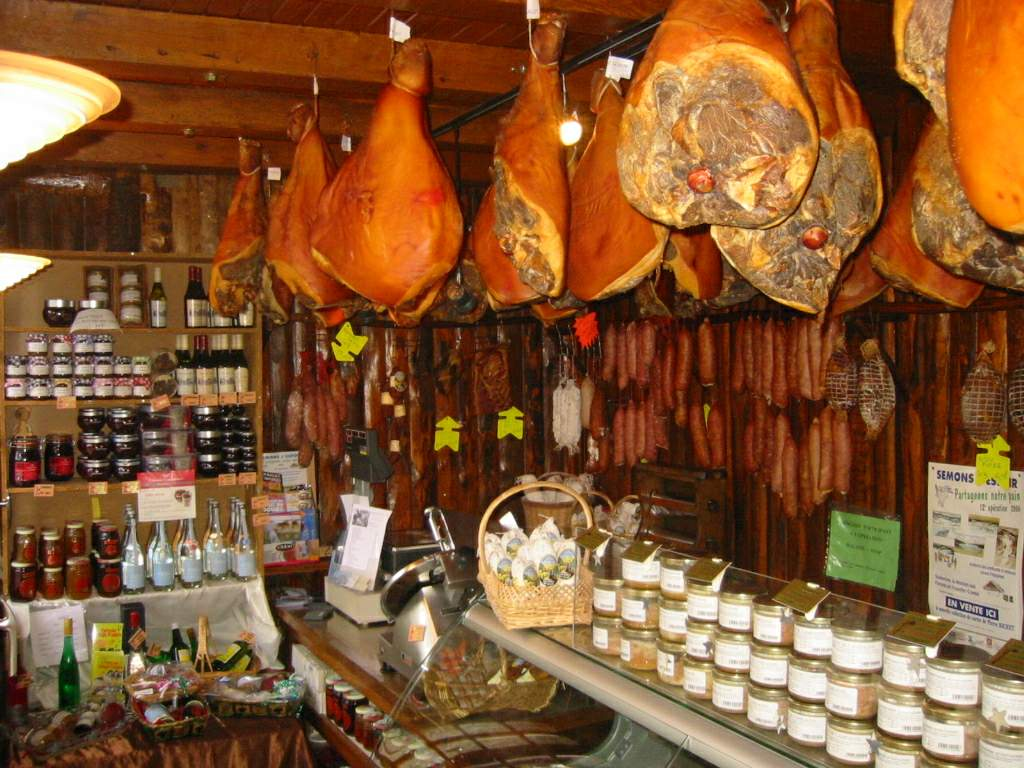
フランスのシャルキュトリー

シャルキュトリー（フランス語: charcuterie）とは、フランス語で肉屋や食肉加工業を指す。また、彼らが扱う製品の総称にもなる。

## 概要
製品の身近なものとしてはハム、ベーコン、ソーセージが挙げられる。フランスでは主としてパンとともに食す。
扱う肉は、ジビエ（イノシシなど）、豚肉、牛肉、ウサギ肉、家禽肉など様々である。また、魚介類（サバ、スモークサーモン、ロブスターなど）や野菜類を使用した料理を提案し、レセプションを開くこともある。

## 用語について
肉屋や肉加工業者を指すシャルキュティエ（フランス語: charcutier）から来ている。フランス語で chair は「肉」、cuite は「火を通した」という意味で、これらの合成からなる。英語では pork butcher のように訳される事もあるが、豚肉専門ではない。

## バリック熟成生ハム
バリック (Barrique) とは、ヨーロッパの諸言語でワイン樽を指す。バリック熟成生ハムとは、そのワイン樽（バリック）でさらに熟成された薫り高い格別な風味の生ハムで、シャルキュトリーの中では高価格である。ニョッコ・フリットと一緒に食べる場合がある。